# Lulek złoty
Lulek złoty (Hyoscyamus aureus L.) – gatunek roślin z rodziny psiankowatych. Rośnie dziko w Egipcie i niektórych rejonach Azji Zachodniej (Cypr, półwysep Synaj, Irak, Izrael, Jordania, Liban, Syria, Turcja). W Europie występuje tylko na Krecie i Rodos, jako gatunek zawleczony. Jak i inne rośliny swego rodzaju – gatunek bardzo trujący.

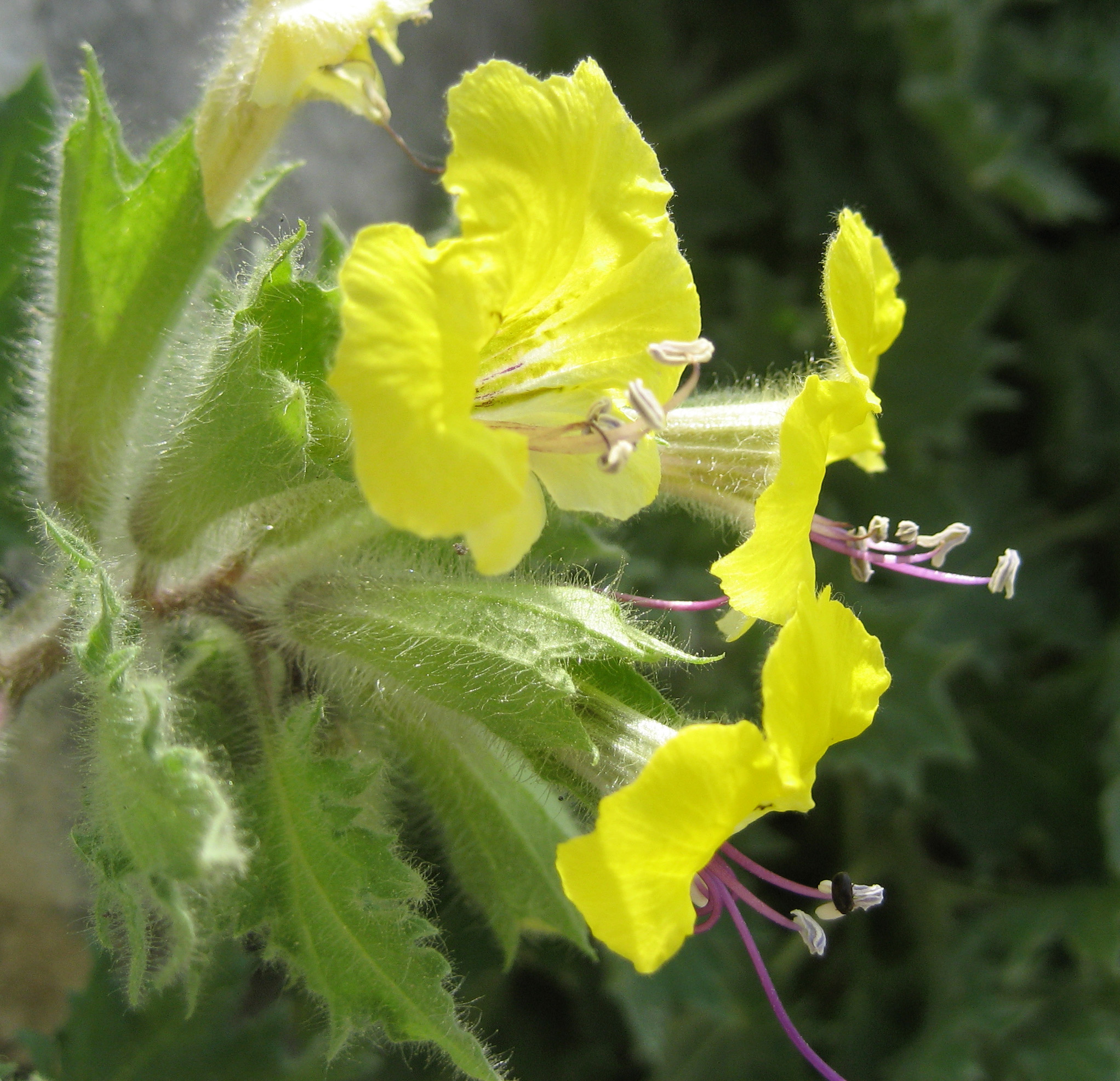
Kwiaty lulka złotego

## Morfologia
PokrójBardzo lepka, gruczołowato owłosiona roślina dwuletnia lub bylina. Pędy osiągają długość do 50 cm. Są rozpostarte lub zwisają, są cienkie i łamliwe.
LiścieGęsto ustawione, ogonkowe, o blaszce szerokiej, w zarysie jajowatej lub okrągłej, zatokowo-wrębnej, o nasadzie sercowatej i brzegu ząbkowanym, gruczołowato owłosionej.
KwiatyLiczne, zebrane w luźne grona. Każdy kwiat wsparty jest podobną do liści przysadką. Zrosłodziałkowy kielich jest lejkowaty, wydłuża się podczas owocowania osiągając wówczas do 3 cm długości, zakończony jest trójkątnymi ząbkami. Korona dwuwargowa, złocistożółta, z purpurową gardzielą i rurką. Osiąga długość do 4,5 cm. Pręcików jest 5, są dłuższe od rurki korony i z niej wystają. Słupek z górną zalążnią.
OwoceTorebki o długości 13 mm, otwierające się wieczkiem. Nasiona wydłużone, drobno brodawkowane.

## Biologia i ekologia
Chamefit. Rośnie głównie w miejscach skalistych, w szczelinach starych murów, ale także jako chwast na polach, które sąsiadują z pustynią. Występuje na terenach nisko położonych, do niższych położeń górskich. Kwitnie od lutego do lipca.
Roślina trująca, jak wszystkie gatunki lulków zawiera hioscyjaminę.

## Znaczenie
- Opisany został już przez żydowskiego historyka Józefa Flawiusza[7].
- Pliniusz Starszy pisał, że wszystkie gatunki lulków mogą spowodować szaleństwo i zawroty głowy[7].
- Roślina lecznicza. Egipcjanie wędzonym zielem leczyli problemy stomatologiczne, w starożytności używany był jako środek uspokajający[7]. W średniowieczu lulek był najczęściej używanym środkiem znieczulającym podczas zabiegów operacyjnych[7].
- M. Zohary, badacz roślin biblijnych zauważył, że występujące w Księdze Jozuego (15,11) hebrajskie słowo שיכרון זהוב oznacza roślinę lulek, ale także jest to nazwa miejscowości Szikron, przez którą dawniej biegła granica ziem należących do plemienia Judy[8]. Wśród 5 gatunków lulków występujących w Palestynie najbardziej pospolity jest lulek złoty, rośnie on m.in. w szczelinach Ściany Płaczu[8].
- Prawdopodobnie sokiem z lulka otruto króla Hamleta w dramacie Hamlet Szekspira[7].